# Кирово (Старобешевский район)
Кирово (укр. Кірове) / Верезамское (укр. Верезамське) — посёлок в Старобешевском районе Донецкой области Украины. Под контролем самопровозглашённой Донецкой Народной Республики.

## География
Посёлок расположен на реке под названием Кальмиус, на северном берегу (выше) образованного ей Старобешевского водохранилища.

#### Соседние населённые пункты по странам света
С: Горбачёво-Михайловка (выше по течению Кальмиуса), Гришки, Темрюк
СЗ: Калинина, Придорожное, Менчугово, Павлоградское, Ларино (все выше по течению Кальмиуса)
СВ: город Моспино, Бирюки
З: Обильное
В: Вербовая Балка, Андреевка, Михайловка
ЮЗ: Каменка
ЮВ: Новый Свет, Александровка (ниже по течению Кальмиуса), Светлое
Ю: —

## История
12 мая 2016 года Верховная Рада Украины присвоила посёлку название Верезамское в рамках кампании по декоммунизации на Украине. Переименование не было признано властями самопровозглашенной ДНР.

## Население
Население по переписи 2001 года составляло 41 человек.

## Общие сведения
Почтовый индекс — 87212. Телефонный код — 6253. Код КОАТУУ — 1424582403.

## Местный совет
87210, Донецкая область, Старобешевский район, с. Марьяновка, ул. Мира, 10а